# Benno Schmitz
Benno Schmitz, né le 17 novembre 1994 à Munich en Allemagne, est un footballeur allemand, qui évolue au poste d'arrière droit.

## Biographie

### Carrière en club
Il participe à la Ligue des champions et à la Ligue Europa avec l'équipe autrichienne du Red Bull Salzbourg.

### Carrière internationale
Benno Schmitz est sélectionné en équipe d'Allemagne des moins de 20 ans en 2013 et 2014. Il participe au Tournoi U20 des 4 Nations en 2014.

## Palmarès

### En club
- Red Bull Salzbourg
  - Championnat d'Autriche : 
    - Champion (2) : 2015 et 2016

  - Coupe d'Autriche :
    - Vainqueur (2) : 2015 et 2016

  - Vice Champion d'Allemagne en 2017 avec Leipzig